# Avlidna 2005
Detta är en lista över kända personer som har avlidit under 2005.

## Januari
- 1 januari
  - Shirley Chisholm, 80, afroamerikansk kongressledamot.
  - Dmitrij Neljubin, 33, rysk före detta professionell cyklist (mördad).
- 3 januari – Will Eisner, 87, amerikansk serieskapare.
- 4 januari – Ali Radi al-Haidari, Bagdads guvernör (mördad).
- 6 januari – Ivan Lidholm, 94, svensk friidrottare och sportjournalist.
- 7 januari – Rosemary Kennedy, 86, syster till John F. Kennedy.
- 10 januari
  - Spencer Dryden, 66, amerikansk musiker, trumslagare Jefferson Airplane.
  - Joséphine-Charlotte av Luxemburg, 77, storhertiginna av Luxemburg och prinsessa av Belgien.
  - José Manuel Pérez, 41, spansk motorcyklist (Omkom i samband med Paris-Dakar-rallyt).
- 11 januari – Fabrizio Meoni, 47, italiensk motorcyklist.
- 12 januari – Amrish Puri, 72, indisk skådespelare.
- 13 januari – Bengt Janson, 47, svensk antikhandlare, lärare och TV-programledare.
- 15 januari
  - Sven Christer Swahn, 71, svensk författare, översättare och litteraturvetare.
  - Ruth Warrick, 88, amerikansk skådespelare.
- 17 januari
  - Christina Gunnardo, 51, kristen sångerska och låtskrivare.
  - Lennart Rodhe, 88, svensk konstnär.
  - Virginia Mayo, 84, amerikansk skådespelare.
  - Zhao Ziyang, 85, kinesisk kommunistledare.
- 18 januari – Lamont Bentley, 31, amerikansk skådespelare (bilolycka).
- 20 januari
  - Parveen Babi, 55, indisk filmskådespelare.
  - Per Borten, 91, norsk politiker, statsminister 1965–1971.
- 23 januari – Johnny Carson, 79, amerikansk TV-underhållare.
- 24 januari – Svenerik Perzon, 76, svensk skådespelare.
- 25 januari
  - Philip Johnson, 98, amerikansk arkitekt.
  - Daniel Branca, 53, argentinsk Kalle Anka–tecknare.
- 28 januari – Jim Capaldi, 60, brittisk rocktrummis.
- 29 januari – Ephraim Kishon, 80, israelisk humorist och författare.
- 31 januari – Ingemar Simonsson, 73, skånsk präst (trafikolycka).

## Februari
- 2 februari – Max Schmeling, 99, tysk boxare.
- 3 februari
  - Malou Hallström, 63, svensk skådespelare och TV-profil.
  - Zurab Zjvania, 41, georgisk politiker, premiärminister 2004–2005.
  - Corrado Bafile, 101, italiensk kardinal.
- 4 februari
  - Ossie Davis, 87, amerikansk skådespelare, regissör, producent och pjäsförfattare.
  - Nils Egerbrandt, 78, svensk serietecknare.
- 5 februari
  - Ingrid Berglöf, svensk nyhetsuppläsare i Sveriges Radio.
  - Gnassingbe Eyadéma, 69, Togos president.
  - Veikko Helle, 93, finländsk socialdemokratisk politiker.
- 6 februari
  - Lazar Berman, 74, rysk pianist.
  - Merle Kilgore amerikansk countryartist och manager.
- 8 februari – Jimmy Smith, 79, amerikansk jazzorganist.
- 9 februari – Märit Andersson, 64, svensk regissör, TV-producent och journalist.
- 10 februari – Arthur Miller, 89, amerikansk författare.
- 12 februari – Sammi Smith, 61, amerikansk countryartist.
- 13 februari
  - Sixten Ehrling, 86, svensk dirigent och orkesterledare.
  - Lúcia dos Santos, 97, portugisisk karmelitnunna.
- 14 februari – Rafik Hariri, 60, Libanons premiärminister 1992–1998 och 2000–2004 (mördad).
- 15 februari – Sven Rydenfelt, 94, svensk politiker, nationalekonom och opinionsbildare.
- 16 februari – Narriman Sadek, 70, den sista drottningen av Egypten.
- 17 februari – Rolf Lidberg, 74, svensk konstnär och författare ("troll-konstnär")
- 19 februari – Kihachi Okamoto, 82, japansk filmregissör.
- 20 februari
  - Sandra Dee, 62, amerikansk skådespelare och sångerska.
  - John Raitt, 88, amerikansk sångare.
  - Hunter S Thompson, 67, amerikansk författare (självmord).
- 22 februari
  - Dionísio Ribeiro Filho, 59, brasiliansk miljöaktivist (mördad).
  - Eun-ju Lee, 24, sydkoreansk skådespelare (självmord).
  - Åke Strömmer, 68, svensk sportjournalist.
- 25 februari – Peter Benenson, 83, brittisk advokat, grundare av Amnesty International.
- 27 februari – Jörgen Fogelquist, 77, svensk konstnär.

## Mars
- 4 mars – Jurij Kravtjenko, ukrainsk tidigare inrikesminister (självmord).
- 6 mars
  - Hans Bethe, 98, tysk-amerikansk fysiker, avdelningschef i Manhattanprojektet
  - Gladys Marin, chilensk politiker, ordförande i Chiles kommunistiska parti (cancer).
  - Teresa Wright, 86, amerikansk skådespelare.
- 7 mars – Debra Hill, 54, amerikansk filmproducent och manusförfattare.
- 8 mars – Aslan Maschadov, 53, tjetjensk militär och politiker, Tjetjeniens president 1997–2005, mördad.
- 9 mars – Chris LeDoux, 56, amerikansk countryartist (cancer).
- 10 mars – Danny Joe Brown, 53, amerikansk rocksångare, medlem i Molly Hatchet.
- 13 mars – Sara Boëthius, 60, SVT Rapport-medarbetare.
- 16 mars – Ralph Erskine, 91, brittisk-svensk arkitekt.
- 17 mars
  - George F. Kennan, 101, amerikansk diplomat, politisk rådgivare, statsvetare och historiker (född 1904)
  - Czesław Słania, 83, svensk-polsk frimärksgravör.
- 21 mars
  - Bobby Short, 80, amerikansk kabarésångare.
  - Jeff Weise, 16, ansvarig för Red Lake High School-massakern.
- 22 mars
  - Clemente Domínguez y Gómez, 58, spansk självutnämnd motpåve 1978.
  - Kenzo Tange, 91, japansk arkitekt.
- 24 mars – Mare Kandre, 42, svensk författare.
- 26 mars
  - James Callaghan, 93, brittisk premiärminister 1976–1979.
  - Paul Hester, 46, australisk musiker, trummis i Crowded House (självmord).
- 27 mars – Bengt Bedrup, 76, svensk journalist och tv-profil.
- 29 mars – Howell Heflin, 83, amerikansk demokratisk politiker och jurist, senator 1979–1997.

## April
- 1 april – Jack Keller, 68, amerikansk låtskrivare och skivproducent.
- 2 april – Johannes Paulus II, 84, född Karol Józef Wojtyła, påve sedan 1978 (hjärtsvikt).
- 5 april – Saul Bellow, 89, författare och Nobelpristagare.
- 6 april – Rainer III, 81, furste av Monaco sedan 1949.
- 7 april
  - Jose Melis, 85, amerikansk orkesterledare.
  - Max von der Grün, 78, tysk författare.
- 9 april
  - Yvonne Vera, 40, zimbabwisk författare.
  - Andrea Dworkin, 58, amerikansk författare
- 13 april – Johnnie Johnson, 80, amerikansk rock'n'roll–pionjär.
- 14 april – Lothar Lindtner, 87, norsk skådespelare och sångare.
- 18 april – Olle Bengtsson, ("Skofteby-Bengtsson"), 81, svensk boxare.
- 19 april
  - Stan Levey, amerikansk jazzbatterist.
  - Bryan Ottoson, amerikansk musiker, gitarrist i American Head Charge.
  - Niels-Henning Ørsted Pedersen, 58, dansk jazzbasist.
  - Margareta Renberg, 59, svensk konstnär och poet.
- 20 april – Inday Ba, 32, brittisk skådespelare.
- 22 april – Sir Eduardo Paolozzi, 81, brittisk popkonstnär.
- 23 april
  - Sir John Mills, 97, brittisk skådespelare.
  - Romano Scarpa, 77, italiensk Disney–tecknare.
- 24 april – Ezer Weizman, 80, israelisk politiker och tidigare president.
- 25 april – Måns Jenninger, 13, pojke från Lerum (självmord).
- 26 april – Maria Schell, 79, österrikisk skådespelare.
- 30 april
  - Sven Romanus, 99, svensk tidigare justitieminister.
  - Marianne Bengtsson, 68, svensk skådespelare.

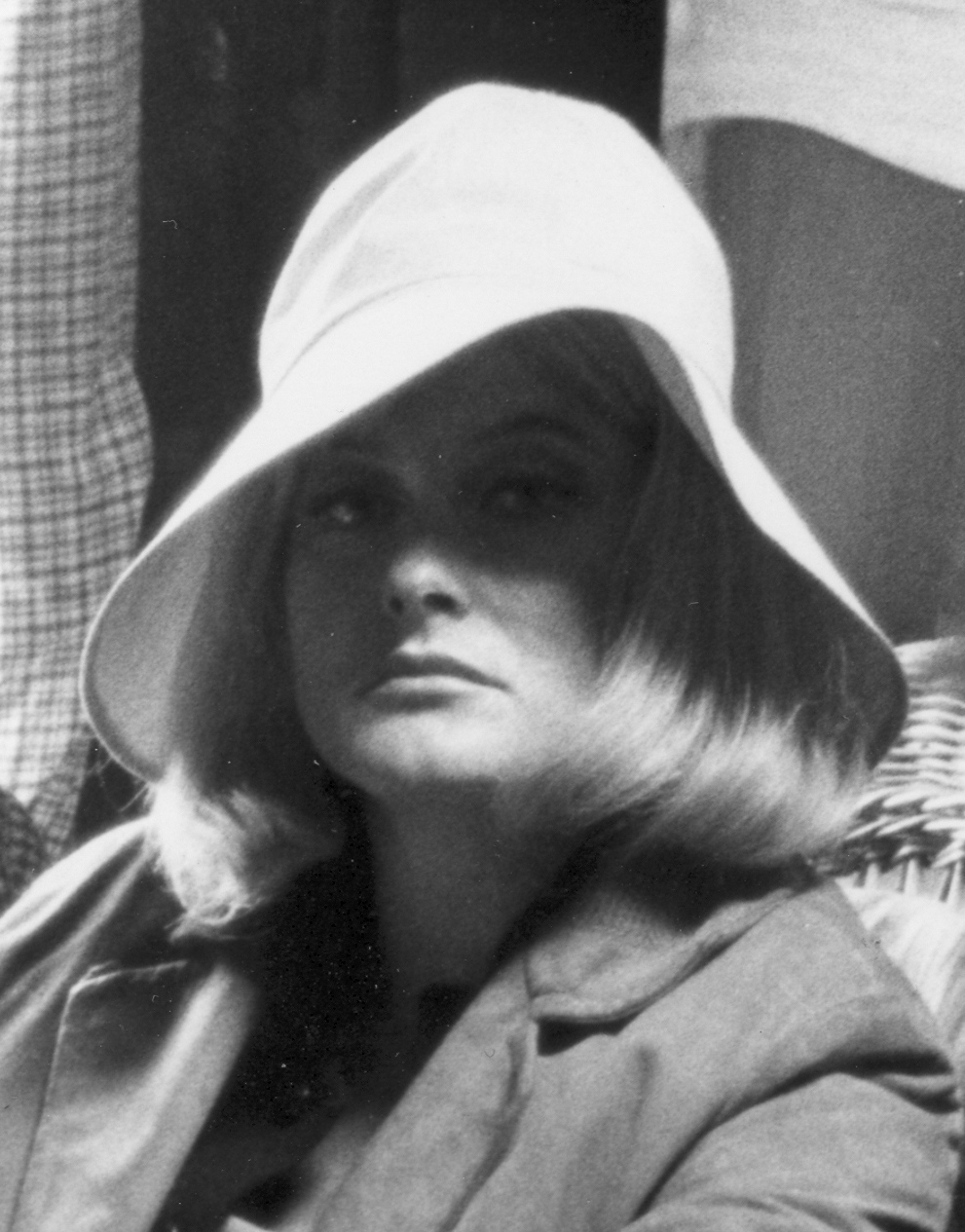
Skådespelerskan och sångerskan Monica Zetterlund avled 12 maj, 67 år gammal.

## Maj
- 2 maj
  - Robert Hunter, 63, kanadensisk journalist, miljöaktivist och politiker, en av Greenpeace grundare.
  - Börje Nyberg, 85, svensk skådespelare, regissör och manusförfattare.
  - Raisa Strutjkova, 79, rysk ballerina och koreograf.
- 6 maj
  - Herb Sargent, 81, amerikansk TV-skribent.
  - Joe Grant, 96, disneyartist.
- 8 maj – Nasrat Parsa, 36, afghansk sångare (mördad).
- 10 maj – David Wayne, 47, amerikansk rocksångare, medlem i Metal Church.
- 12 maj – Monica Zetterlund, 67, svensk skådespelare och sångare (omkommen i lägenhetsbrand).[1]
- 13 maj – Gunnar "Silver-Gunnar" Nilsson, 82, svensk boxare.
- 14 maj – Jimmy Martin, 77, amerikansk bluegrassångare and gitarrist.
- 17 maj – Frank Gorshin, 72, amerikansk skådespelare.
- 18 maj – Arne Augustsson, 86, svensk skådespelare.
- 20 maj
  - Paul Ricœur, 92, fransk filosof.
  - J. D. Cannon, 83, amerikansk skådespelare.
- 23 maj – Wael Rubaies, irakisk premiärministerrådgivare (mördad).
- 24 maj – Björn Rönnquist, 56 eller 57, svensk konstnär och glaskonstnär.
- 25 maj – Ismail Merchant, 68, indiskfödd filmproducent.
- 26 maj – Eddie Albert, 99, amerikansk skådespelare.
- 27 maj – Max Lundgren, 68, svensk ungdomsboksförfattare.
- 29 maj – Oscar Brown, 78, amerikansk sångare och låtskrivare.
- 30 maj – Joakim Karlsson, 39, svensk roadracingförare.

## Juni
- 6 juni
  - Anne Bancroft, 73, amerikansk skådespelare.
  - Dana Elcar, 76, amerikansk skådespelare.
- 10 juni – J. James Exon, 83, amerikansk demokratisk politiker.
- 11 juni – Vasco Gonçalves, 83, portugisisk general.
- 12 juni – Ingrid Schrewelius, 85, svensk modejournalist och TV-medarbetare.
- 13 juni – Álvaro Cunhal, 91, portugisisk kommunistpartiledare.
- 14 juni – Leoš Suchařípa, 73, tjeckisk skådespelare.
- 15 juni – Alassio Galetti, 37, italiensk proffscyklist.
- 16 juni – Per Henrik Wallin, 58, svensk jazzpianist.
- 18 juni
  - Hans Nestius, 69, svensk samhällsdebattör, journalist och författare.
  - Chris Griffin, 89, amerikansk jazztrumpetare.
- 19 juni – Totta Näslund, 60, svensk sångare och musiker (cancer)[2].
- 20 juni – Jack S Kilby, 81, amerikansk fysiker och Nobelpristagare.
- 21 juni – Jaime Sin, 76, filippinsk romersk-katolsk ärkebiskop av Manila och kardinal.
- 27 juni – Shelby Dade Foote Jr, 88, amerikansk historiker och författare.

## Juli
- 1 juli
  - Renaldo "Obie" Benson, 69, amerikansk sångare i Four Tops.
  - Luther Vandross, 54, amerikansk R&B–sångare.
- 3 juli
  - Tom Halliday, 20, brittisk jockey.
  - Siv Ericks, 86, svensk skådespelerska.
- 6 juli
  - Evan Hunter, (Ed McBain), 78, amerikansk författare.
  - Claude Simon, 91, fransk författare.
- 11 juli – Frances Langford, 91, amerikansk sångerska.
- 13 juli – Mathias Henrikson, 65, svensk skådespelare.
- 17 juli
  - Geraldine Fitzgerald, amerikansk skådespelare.
  - Edward Heath, brittisk konservativ premiärminister 1970-1974.
  - Tommy Johnson, 73, svensk skådespelare.
- 18 juli
  - Amy Gillett, 29, australisk tävlingscyklist (trafikolycka)
  - William Westmoreland, 91, amerikansk general.
- 20 juli – James Doohan, 85, kanadensisk skådespelare.
- 21 juli – John Baldry (Long John Baldry), brittisk bluesartist.
- 22 juli – Jean Charles de Menezes, brasiliansk elektriker bosatt i London (skjuten till döds av polisen).
- 29 juli – Hildegarde, 99, amerikansk kabaretsångerska.
- 29 juli – Al McKibbon, 86, amerikansk jazzmusiker
- 30 juli – John Garang, 60, sudanesisk gerillaledare och vicepresident (flygkrasch).
- 31 juli – Wim Duisenberg, 70, nederländsk politiker.

## Augusti
- 1 augusti – Constant Nieuwenhuys, nederländsk målare.
  - Kung Fahd bin Abdul Aziz, ca 82, saudiarabisk regent.
- 6 augusti
  - Robin Cook, 59, brittisk tidigare utrikesminister.
  - Ibrahim Ferrer, 78, kubansk sångare i Buena Vista Social Club.
- 7 augusti – Peter Jennings, 67, nyhetsankare för det amerikanska tv-bolaget ABC.
- 8 augusti – Barbara Bel Geddes, 82, amerikansk skådespelare.
- 9 augusti – Matthew McGrory, 32, amerikansk skådespelare.
- 10 augusti – Emery "Detroit Junior" Williams, 73, amerikansk bluesartist.
- 11 augusti – Curry Melin, 82, tv-meteorolog
- 12 augusti
  - Lakshman Kadirgamar, 73, lankesisk tidigare utrikesminister (mördad).
  - Charlie Norman, 84, svensk pianist.
- 13 augusti – David Lange, 63, nyzeeländsk tidigare premiärminister.
- 15 augusti – James Dougherty, 84, amerikansk detektiv och lokalpolitiker, Marilyn Monroes första man.
- 16 augusti
  - Vassar Clements, 77, amerikansk bluegrassmusiker.
  - Joe Ranft, 45, amerikansk manusförfattare, röstskådespelare och animatör.
  - Roger Schutz, broder Roger, 90, schweizfödd munk, grundare av kommuniteten i Taizé (mördad).
- 18 augusti – Lloyd Meeds, 77, amerikansk demokratisk politiker.
- 19 augusti – Mo Mowlam (Marjorie "Mo" Mowlam), 55, brittisk labourpolitiker.
- 21 augusti – Robert Moog (Bob Moog), 71, amerikansk synth–pionjär.
- 23 augusti – Brock Peters, 78, amerikansk skådespelare.
- 26 augusti – Denis D'Amour, 45, kanadensisk gitarrist i Voivod.
- 28 augusti
  - Ali Said Abdella, ca 55, eritreansk utrikesminister.
  - Hans Clarin, 75, tysk skådespelare.
- 30 augusti – Lars Lidberg, svensk psykiater och professor i rättspsykiatri.

## September
- 1 september – R.L. Burnside, 78, amerikansk bluesartist.
- 2 september
  - Bob Denver, 70, amerikansk skådespelare.
  - Erik Frank, 89, svensk kompositör och musiker.
- 3 september – William Rehnquist, amerikansk jurist, chefsdomare i USA:s högsta domstol 1986–2005.
- 4 september – Bo Alm, 69, svensk sportjournalist.
- 5 september
  - Rizal Nurdin, 57, guvernören över Sumatera Utara.
  - Raja Inal Siregar, 67, förre guvernören över Sumatera Utara.
- 6 september – Dame Eugenia Charles, 86, Dominicas premiärminister 1990–1995.
- 9 september – Stanley Dancer, 78, amerikansk travprofil.
- 10 september – Margareta Kjellberg, 89, svensk vissångerska.
- 13 september – Julio César Turbay Ayala, 89, president i Colombia 1978–1982.
- 14 september – Robert Wise, 91, amerikansk filmregissör och producent.
- 15 september – Sidney Luft, 89, amerikansk filmproducent.
- 16 september – Erik Dahmén, 88, professor i nationalekonomi.
- 18 september – Michael Park, 39, brittisk kartläsare för estländaren Markko Märtin.
- 19 september – Kent Sänd, svensk samhällsdebattör.
- 20 september – Simon Wiesenthal, 96, känd "nazistjägare".
- 21 september – Nils-Ivar Carlborg, 92, svensk militär.
- 22 september – Leavander Johnson, 35, amerikansk boxare.
- 30 september – Lars Ahlström, 82, svensk militär.

## Oktober
- 2 oktober
  - August Wilson, 60, amerikansk pjäsförfattare.
  - Hamilton Camp, 70, engelsk-amerikansk skådespelare.
- 3 oktober – Ronnie Barker, 76, brittisk skådespelare och komiker.
- 10 oktober
  - Per Wendel, 58, svensk journalist.
  - Milton Obote, 81, ugandisk f.d. president.
- 11 oktober – Sergio Citti, 72, italiensk filmregissör och författare.
- 12 oktober – Ghazi Kanaan, 63, syrisk inrikesminister (självmord).
- 13 oktober – Oleg Lundstrem, sovjetisk dirigent och jazzmusiker.
- 14 oktober – Erik Eriksson, 72, svensk filmare.
- 16 oktober – Inger Wahlöö, 75, svensk journalist och författare.
- 17 oktober – Ba Jin, 100, kinesisk författare.
- 18 oktober – Aleksandr Jakovlev, 81, sovjetisk ekonom och medarbetare till Michail Gorbatjov.
- 19 oktober – Luis Adolfo Siles Salinas, 80, president i Bolivia 1969.
- 20 oktober – Shirley Horn, 71, amerikansk jazzvokalist och pianist.
- 22 oktober
  - Yon Hyong Muk, 74, tidigare regeringschef i Nordkorea.
  - Arman (Armand Pierre Fernandez), 76, fransk målare och skulptör.
- 24 oktober
  - Rosa Parks, 92, amerikansk medborgarrättskämpe.
  - José Azcona del Hoyo, 78, tidigare president i Honduras.
- 25 oktober – Roland Schütt, 92, svensk författare.
- 31 oktober
  - Carl Zetterström, 55, svensk författare och skriftställare.
  - John "Beatz" Holohan, 31, amerikansk rocktrummis i Bayside (bilolycka).

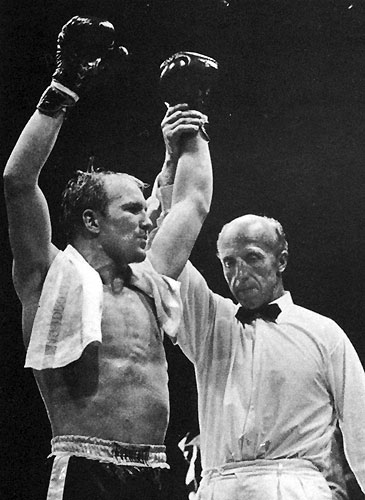
Boxaren Bo Högberg avled 8 november, 66 år gammal.

## November
- 1 november
  - Skitch Henderson, 87, amerikansk dirigent.
  - Michael Piller, 57, amerikansk manusförfattare (Star Trek) och producent.
- 2 november – Rolf Bergh, svensk arkitekt.
- 3 november – Kent Andersson, 71, svensk skådespelare och dramatiker.
- 5 november – John Fowles, 79, brittisk författare.
- 7 november – Thord Carlsson, 74, svensk radioman.
- 8 november
  - Bo Högberg, 66, svensk boxare.
  - Alekos Alexandrakis, 76, grekisk skådespelare.
- 9 november
  - Azahari Husin, ca 48, malaysisk ingenjör (sprängexpert).
  - K. R. Narayanan, 85, indisk president 1997-2002.
- 11 november – Patrick Lichfield, 66, brittisk fotograf.
- 13 november – Eddie Guerrero, 38, amerikansk showbrottare.
- 16 november – Ralph Edwards, 92, amerikansk radio- och tv-producent.
- 19 november
  - Erik Balling, 80, dansk film- och tv-regissör och manusförfattare.
  - Bruno Bonhuil, 45, fransk motorcyklist.
- 20 november – Chris Whitley, 45, amerikansk sångare och låtskrivare.
- 21 november – Gustaf Olivecrona, 81, svensk journalist.
- 23 november – Constance Cummings, 95, amerikansk skådespelare.
- 24 november – Pat Morita, 73, amerikansk skådespelare.
- 25 november
  - George Best, 59, brittisk fotbollsspelare.
  - Richard Burns, 34, brittisk rallyförare.
  - Sven-Olle Olsson, 76, svensk kommunalpolitiker i Sjöbo.
- 27 november – Jocelyn Brando, 86, amerikansk skådespelerska.
- 30 november – Mikael "Micke" Dubois, 46, svensk komiker, skådespelare och sångare (självmord).

## December
- 1 december
  - Jack Colvin, amerikansk skådespelare.
  - Mary Hayley Bell, 94, brittisk författare.[3]
- 2 december
  - Gösta Carlsson, 67, svensk handbollsspelare.
  - Muhammad Hamza al-Zubaydi, 67, Iraks regeringschef 1991-1993.
- 5 december – Allan Mann, 84, svensk elitidrottsman och krigshjälte.
- 6 december
  - Charly Gaul, 72, cyklist, vann Tour de France 1958.
  - C.V. Devan Nair, 82, president i Singapore 1981–1985
  - Åke Bylund, 57, svensk sångare, bland annat i gruppen Mörbyligan.
- 8 december – Georgij Zjzjonov, 90, framstående rysk skådespelare.
- 9 december
  - Rudolf Meidner, 91, svensk ekonom och upphovsman till löntagarfonderna.
  - Robert Sheckley, 77, amerikansk science fiction-författare.
- 10 december
  - Richard Pryor, 65, amerikansk komiker och skådespelare.
  - Mary Jackson, 95, amerikansk skådespelerska.
  - Eugene McCarthy, 89, tidigare amerikansk senator och demokratisk presidentkandidat.
- 12 december
  - Annette Stroyberg, 67, dansk skådespelerska.
  - Gyula Trebitsch, 91, ungerskfödd, tysk filmproducent.
- 13 december – Stanley Williams, 51, amerikansk f.d. gängledare.
- 14 december – Gladys Swetland, 113, en av de äldsta registrerade i världen.
- 15 december
  - William Proxmire, 90, amerikansk senator från Wisconsin.
  - Julián Marías, 91, spansk filosof.
- 16 december – John Spencer, 58, amerikansk skådespelare.
- 17 december – Jack Anderson, 83, amerikansk journalist.
- 19 december
  - J.P. Solossa, 57, guvernör i den indonesiska provinsen Papua.
  - Julio Iglesias, Sr., 90, spansk gynekolog, en av världens äldsta småbarnsföräldrar, Julio Iglesias far.
- 23 december – Yao Wenyuan, 74, kinesisk propagandamakare under Kulturrevolutionen, en av De fyras gäng.
- 25 december
  - Birgit Nilsson, 87, svensk operasångerska.[4]
  - Sarat Chandra Sinha, 91, chefsminister i Assam 1972-1978.
- 26 december
  - Vincent Schiavelli, 57, amerikansk skådespelare.
  - Ernesto Leal, 60, utrikesminister i Nicaragua 1992-1997.
- 28 december – Patrick Cranshaw, 86, amerikansk skådespelare.